# 橘行平
橘 行平（たちばな の ゆきひら、生没年不詳）は、平安時代中期の貴族。橘氏長者・橘為政の子。官位は従四位上・因幡守。

## 経歴
因幡守として赴任した際に、前任者にあたる藤原惟憲との解由（官人交替の事務引続）において、惟憲は備蓄が尽きていた不動穀に再び8000石を備えて国力回復させたという報告をしていた。しかし、後任の行平は不動穀備蓄が実態のないものと看破して、惟憲へ解由状（事務引続の完了報告書）を交付しなかった。これに対して惟憲は左大臣・藤原道長に接近して、道長の家司となることで不始末の対応を頼み込み、道長は惟憲を擁護し「前司申所有道理歟」として行平は解由状を出すことを余儀なくされた。
因幡守在任中には八頭郡宮原に居を構え、領内の盗賊を討伐し、領民には羽子板の生産方法を伝えて名産品にしたとされる。しかし、在庁官人であり因幡介の因幡千兼（千里）を殺害したことから、1007年（寛弘4年）7月23日には官人・百姓を中心に愁訴状が朝廷に出される。行平は、一度は勘聞の場に参上したものの弁明できず、「其後度々々雖令召不参、仰其由被下定」として、後日因幡守を解任された。
また、京都市下京区にある平等寺を創建した人物であり、重要文化財に指定されている「因幡堂薬師縁起絵巻」にも創建の由来が描かれている。因幡守赴任中に、行平の夢に現れた僧のお告げに従い海を探ったところ、薬師如来像が引き揚げられた。現地にお堂を建て行平は都に戻ったものの、1003年（長保5年）のある夜、台座も光背も因幡に残したまま薬師如来は行平の屋敷へ飛んで来たという。なお、後に行平が屋敷を改造して建てたお堂は、平安時代初期には洛中に東寺と西寺以外の寺院建設が許されていなかったが、洛中の寺院建設ルールが緩和された最初期に創建されたため、洛中最古の寺の一つとして認識されている。

## 官歴
- 長保4年（1002年） 12月26日：見常陸介[9]
- 寛弘2年（1005年） 2月29日：従四位[9]
- 寛弘2年（1005年） 4月14日：見因幡守[10]

## 系譜
特段の出典のない限り『尊卑分脈』による。
- 父：橘為政
- 母：不詳
- 生母不詳の子女
  - 男子：橘行頼 - 拾遺和歌集作者。子孫は因幡堂（平等寺）住職となる。
  - 女子：光朝法師母 - 橘則光室、後拾遺和歌集作者。

なお、2003年（平成15年）に平等寺の開基一千年を記念して行平の子孫探しが行われた際に、行平の子孫として寺の近所に住む女性が名乗り上げた。女性の生家である西村家には、6世紀まで遡れる家系図および過去帳が遺されており、これらの資料から直系子孫かは不明ながらも、女性は行平の子孫であることが確認された。

## 旧跡

### 墓所
江戸時代後期に刊行された地誌である『都名所図会』（みやこめいしょずえ）には、「橘行平卿塚は竹林院の南等善寺にあり。」とある。現在も京都市下京区にある浄土宗の等善寺が現存している。1883年（明治16年）竹林院に行平の墳墓があると言い伝えられているが定かではないとされている中、寺院内に家屋を建てるにあたって地面の採掘行っていると寺内最古の墳墓が出土し、その石面には「橘」と記されていた事から行平の墳墓を発掘したとして関係筋に届け出たとされる。